# NFL 2006
Die NFL-Saison 2006 war die 87. Saison im American Football in der National Football League (NFL).
Die Spielsaison begann mit den Spiel der Pittsburgh Steelers gegen die Miami Dolphins. Die Steelers gewannen das NFL Kickoff Game mit 28:17.
Den Super Bowl XLI gewannen die Indianapolis Colts gegen die Chicago Bears mit 29:17 am 4. Februar 2007. im Dolphin Stadium in Miami Gardens (Florida).
Der Tarifvertrag (Collective Bargain Agreement) zwischen Spieler und Teambesitzer wurde bis 2012 verlängert.
Der offizielle Spielball vom Hersteller Wilson führte wieder den Namen „The Duke“, nach dem früheren Teameigner der New York Giants, Wellington Mara.

## NFL Draft

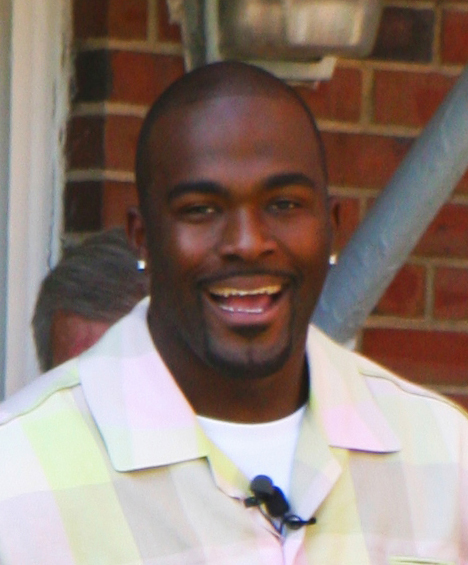
Mario Williams wurde als erster Spieler im NFL Draft 2006 ausgewählt.

Der NFL Draft 2006 fand vom 29. bis 30. April in der Radio City Music Hall in New York statt. Der Draft lief über sieben Runden, in denen 255 Spieler ausgewählt wurden. Da die Houston Texans in der abgelaufenen Saison den schlechtesten Record aufwiesen, hatten sie das Recht, den ersten Spieler im Draft auswählen. Mit dem Erstrunden-Pick wählten sie den Defensive End Mario Williams von der North Carolina State University.

## Regular Season

### Abschlusstabellen

#### Divisions
| AFC East             | AFC East | AFC East | AFC East | AFC East | AFC East | AFC East | AFC East | AFC East |
| Team                 | S        | N        | U        | SQ       | P+       | P−       | DIV      | CONF     |
| -------------------- | -------- | -------- | -------- | -------- | -------- | -------- | -------- | -------- |
| New England Patriots | 12       | 4        | 0        | 0,750    | 385      | 237      | 4–2      | 8–4      |
| New York Jets        | 10       | 6        | 0        | 0,625    | 316      | 295      | 4–2      | 7–5      |
| Buffalo Bills        | 7        | 9        | 0        | 0,436    | 300      | 311      | 3–3      | 5–7      |
| Miami Dolphins       | 6        | 10       | 0        | 0,375    | 260      | 283      | 1–5      | 3–9      |

| NFC East            | NFC East | NFC East | NFC East | NFC East | NFC East | NFC East | NFC East | NFC East |
| Team                | S        | N        | U        | SQ       | P+       | P−       | DIV      | CONF     |
| ------------------- | -------- | -------- | -------- | -------- | -------- | -------- | -------- | -------- |
| Philadelphia Eagles | 10       | 6        | 0        | 0,625    | 398      | 328      | 5–1      | 9–3      |
| Dallas Cowboys      | 9        | 7        | 0        | 0,562    | 425      | 350      | 2–4      | 6–6      |
| New York Giants     | 8        | 8        | 0        | 0,500    | 355      | 362      | 4–2      | 7–5      |
| Washington Redskins | 5        | 11       | 0        | 0,313    | 307      | 376      | 1–5      | 3–9      |

| AFC North           | AFC North | AFC North | AFC North | AFC North | AFC North | AFC North | AFC North | AFC North |
| Team                | S         | N         | U         | SQ        | P+        | P−        | DIV       | CONF      |
| ------------------- | --------- | --------- | --------- | --------- | --------- | --------- | --------- | --------- |
| Baltimore Ravens    | 13        | 3         | 0         | 0,813     | 353       | 201       | 5–1       | 10–2      |
| Cincinnati Bengals  | 8         | 8         | 0         | 0,500     | 373       | 331       | 4–2       | 6–6       |
| Pittsburgh Steelers | 8         | 8         | 0         | 0,500     | 353       | 315       | 3–3       | 5–7       |
| Cleveland Browns    | 4         | 12        | 0         | 0,250     | 238       | 356       | 0–6       | 3–9       |

| NFC North         | NFC North | NFC North | NFC North | NFC North | NFC North | NFC North | NFC North | NFC North |
| Team              | S         | N         | U         | SQ        | P+        | P−        | DIV       | CONF      |
| ----------------- | --------- | --------- | --------- | --------- | --------- | --------- | --------- | --------- |
| Chicago Bears     | 13        | 3         | 0         | 0,813     | 427       | 255       | 5–1       | 11–1      |
| Green Bay Packers | 8         | 8         | 0         | 0,500     | 301       | 366       | 5–1       | 7–5       |
| Minnesota Vikings | 6         | 10        | 0         | 0,375     | 282       | 327       | 2–4       | 6–6       |
| Detroit Lions     | 3         | 13        | 0         | 0,188     | 305       | 398       | 0–6       | 2–10      |

| AFC South            | AFC South | AFC South | AFC South | AFC South | AFC South | AFC South | AFC South | AFC South |
| Team                 | S         | N         | U         | SQ        | P+        | P−        | DIV       | CONF      |
| -------------------- | --------- | --------- | --------- | --------- | --------- | --------- | --------- | --------- |
| Indianapolis Colts   | 12        | 4         | 0         | 0,750     | 427       | 360       | 3–3       | 9–3       |
| Tennessee Titans     | 8         | 8         | 0         | 0,500     | 324       | 400       | 4–2       | 5–7       |
| Jacksonville Jaguars | 8         | 8         | 0         | 0,500     | 371       | 274       | 2–4       | 5–7       |
| Houston Texans       | 6         | 10        | 0         | 0,375     | 267       | 366       | 3–3       | 6–6       |

| NFC South            | NFC South | NFC South | NFC South | NFC South | NFC South | NFC South | NFC South | NFC South |
| Team                 | S         | N         | U         | SQ        | P+        | P−        | DIV       | CONF      |
| -------------------- | --------- | --------- | --------- | --------- | --------- | --------- | --------- | --------- |
| New Orleans Saints   | 10        | 6         | 0         | 0,625     | 413       | 322       | 4–2       | 9–3       |
| Carolina Panthers    | 8         | 8         | 0         | 0,500     | 270       | 305       | 5–1       | 6–6       |
| Atlanta Falcons      | 7         | 9         | 0         | 0,438     | 292       | 328       | 3–3       | 5–7       |
| Tampa Bay Buccaneers | 4         | 12        | 0         | 0,250     | 211       | 353       | 0–6       | 2–10      |

| AFC West           | AFC West | AFC West | AFC West | AFC West | AFC West | AFC West | AFC West | AFC West |
| Team               | S        | N        | U        | SQ       | P+       | P−       | DIV      | CONF     |
| ------------------ | -------- | -------- | -------- | -------- | -------- | -------- | -------- | -------- |
| San Diego Chargers | 14       | 2        | 0        | 0,875    | 492      | 303      | 5–1      | 10–2     |
| Kansas City Chiefs | 9        | 7        | 0        | 0,562    | 331      | 315      | 4–2      | 5–7      |
| Denver Broncos     | 9        | 7        | 0        | 0,562    | 319      | 305      | 3–3      | 8–4      |
| Oakland Raiders    | 2        | 14       | 0        | 0,125    | 168      | 332      | 0–6      | 1–11     |

| NFC West            | NFC West | NFC West | NFC West | NFC West | NFC West | NFC West | NFC West | NFC West |
| Team                | S        | N        | U        | SQ       | P+       | P−       | DIV      | CONF     |
| ------------------- | -------- | -------- | -------- | -------- | -------- | -------- | -------- | -------- |
| Seattle Seahawks    | 9        | 7        | 0        | 0,562    | 335      | 341      | 3–3      | 7–5      |
| St. Louis Rams      | 8        | 8        | 0        | 0,500    | 367      | 381      | 2–4      | 6–6      |
| San Francisco 49ers | 7        | 9        | 0        | 0,438    | 298      | 412      | 3–3      | 5–7      |
| Arizona Cardinals   | 5        | 11       | 0        | 0,312    | 314      | 389      | 4–2      | 5–7      |

 Divisionssieger 0
 Playoff-Teilnehmer
Quelle: nfl.com

#### Conferences
| AFC              | AFC                  | AFC              | AFC              | AFC              | AFC              | AFC              | AFC              |
| Rang             | Team                 | Division         | S                | N                | U                | SQ               | CONF             |
| Division leaders | Division leaders     | Division leaders | Division leaders | Division leaders | Division leaders | Division leaders | Division leaders |
| ---------------- | -------------------- | ---------------- | ---------------- | ---------------- | ---------------- | ---------------- | ---------------- |
| 1                | San Diego Chargers   | West             | 14               | 2                | 0                | 0,875            | 10–2             |
| 2                | Baltimore Ravens     | North            | 13               | 3                | 0                | 0,813            | 10–2             |
| 3                | Indianapolis Colts   | South            | 12               | 4                | 0                | 0,750            | 9–3              |
| 4                | New England Patriots | East             | 12               | 4                | 0                | 0,750            | 8–4              |
| Wild Cards       |                      |                  |                  |                  |                  |                  |                  |
| 5                | New York Jets        | East             | 10               | 6                | 0                | 0,625            | 7–5              |
| 6                | Kansas City Chiefs   | West             | 9                | 7                | 0                | 0,562            | 5–7              |
| Ausgeschieden    |                      |                  |                  |                  |                  |                  |                  |
| 7                | Denver Broncos       | West             | 9                | 7                | 0                | 0,562            | 8–4              |
| 8                | Cincinnati Bengals   | North            | 8                | 8                | 0                | 0,500            | 6–6              |
| 9                | Tennessee Titans     | South            | 8                | 8                | 0                | 0,500            | 5–7              |
| 10               | Pittsburgh Steelers  | North            | 8                | 8                | 0                | 0,500            | 5–7              |
| 11               | Jacksonville Jaguars | South            | 8                | 8                | 0                | 0,500            | 5–7              |
| 12               | Buffalo Bills        | East             | 7                | 9                | 0                | 0,436            | 5–7              |
| 13               | Houston Texans       | South            | 6                | 10               | 0                | 0,375            | 6–6              |
| 14               | Miami Dolphins       | East             | 6                | 10               | 0                | 0,375            | 3–9              |
| 15               | Cleveland Browns     | North            | 4                | 12               | 0                | 0,250            | 3–9              |
| 16               | Oakland Raiders      | West             | 2                | 14               | 0                | 0,125            | 1–11             |

| NFC              | NFC                  | NFC              | NFC              | NFC              | NFC              | NFC              | NFC              |
| Rang             | Team                 | Division         | S                | N                | U                | SQ               | CONF             |
| Division leaders | Division leaders     | Division leaders | Division leaders | Division leaders | Division leaders | Division leaders | Division leaders |
| ---------------- | -------------------- | ---------------- | ---------------- | ---------------- | ---------------- | ---------------- | ---------------- |
| 1                | Chicago Bears        | North            | 13               | 3                | 0                | 0,813            | 11–1             |
| 2                | New Orleans Saints   | South            | 10               | 6                | 0                | 0,625            | 9–3              |
| 3                | Philadelphia Eagles  | East             | 10               | 6                | 0                | 0,625            | 9–3              |
| 4                | Seattle Seahawks     | West             | 9                | 7                | 0                | 0,562            | 7–5              |
| Wild Cards       |                      |                  |                  |                  |                  |                  |                  |
| 5                | Dallas Cowboys       | East             | 9                | 7                | 0                | 0,562            | 6–6              |
| 6                | New York Giants      | East             | 8                | 8                | 0                | 0,500            | 7–5              |
| Ausgeschieden    |                      |                  |                  |                  |                  |                  |                  |
| 7                | Green Bay Packers    | North            | 8                | 8                | 0                | 0,500            | 7–5              |
| 8                | Carolina Panthers    | South            | 8                | 8                | 0                | 0,500            | 6–6              |
| 9                | St. Louis Rams       | West             | 8                | 8                | 0                | 0,500            | 6–6              |
| 10               | San Francisco 49ers  | West             | 7                | 9                | 0                | 0,438            | 5–7              |
| 11               | Atlanta Falcons      | South            | 7                | 9                | 0                | 0,438            | 5–7              |
| 12               | Minnesota Vikings    | North            | 6                | 10               | 0                | 0,375            | 6–6              |
| 13               | Arizona Cardinals    | West             | 5                | 11               | 0                | 0,312            | 5–7              |
| 14               | Washington Redskins  | East             | 5                | 11               | 0                | 0,313            | 3–9              |
| 15               | Tampa Bay Buccaneers | South            | 4                | 12               | 0                | 0,250            | 2–10             |
| 16               | Detroit Lions        | North            | 3                | 13               | 0                | 0,188            | 2–10             |

Legende:
| Siege              | Niederlagen           | Unentschieden      | DIV Gewonnene / verlorene Spiele in der Division    | SQ gewonnene Spiele (relativ) |
| P+ gemachte Punkte | P− gegnerische Punkte | Playoff-Teilnehmer | CONF Gewonnene / verlorene Spiele in der Conference |                               |

Tie-Breaker 2006
- Kansas City sicherte sich den 6. und damit letzten Platz in der Play-off-Setzliste der AFC vor Denver aufgrund ihrer besseren Division-Bilanz (4–2 gegenüber 3–3 von Denver).
- Cincinnati beendete die Saison vor Pittsburgh in der AFC North aufgrund ihrer besseren Division-Bilanz (4–2 gegenüber 3–3 von Pittsburgh).
- Tennessee beendete die Saison vor  Jacksonville in der AFC South aufgrund ihrer besseren Division-Bilanz (4–2 gegenüber 2–4 von  Jacksonville).
- Indianapolis sicherte sich den 3. Platz in der Play-off-Setzliste der AFC vor New England aufgrund ihres 27:20-Sieges im direkten Duell in Woche 9.
- New Orleans sicherte sich den 2. Platz in der Play-off-Setzliste der NFC vor Philadelphia aufgrund ihres 27:24-Sieges im direkten Duell in Woche 6.
- Den 6. und damit letzten Platz in der Play-off-Setzliste der NFC sicherte sich sie die New York Giants, da ihr strength of victory (SOV) im Vergleich zu Green Bay am Höchsten ausfiel (0,422 gegenüber 0,383 von Green Bay). Carolina und St. Louis, die beide ebenfalls eine 8–8 Bilanz aufwiesen, wurden für die Tie-Breaker-Regelung nicht berücksichtigt, da die New York Giants und Green Bay eine bessere Conference-Bilanz aufwiesen (7–5 gegenüber 6–6 von Carolina und St. Louis).

## Play-offs
|  | Wild Card Round                     | Wild Card Round               | Wild Card Round               |                                  |              | Divisional Round           | Divisional Round             | Divisional Round             |                              |  | Conference Championships | Conference Championships | Conference Championships |  |  | Super Bowl | Super Bowl | Super Bowl |
|  |                                     |                               |                               |                                  |              |                            |                              |                              |                              |  |                          |                          |                          |  |  |            |            |            |
|  | 6. Januar – CenturyLink Field       | 6. Januar – CenturyLink Field | 6. Januar – CenturyLink Field |                                  |              | 14. Januar – Soldier Field | 14. Januar – Soldier Field   | 14. Januar – Soldier Field   |                              |  |                          |                          |                          |  |  |            |            |            |
|  | 6. Januar – CenturyLink Field       | 6. Januar – CenturyLink Field | 6. Januar – CenturyLink Field | 1                                | Chicago      | 27*                        |                              |                              |                              |  |                          |                          |                          |  |  |            |            |            |
|  | 4                                   | Seattle                       | 21                            | 1                                | Chicago      | 27*                        | 21. Januar – Soldier Field   | 21. Januar – Soldier Field   | 21. Januar – Soldier Field   |  |                          |                          |                          |  |  |            |            |            |
|  | 4                                   | Seattle                       | 21                            | 4                                | Seattle      | 24                         | 21. Januar – Soldier Field   | 21. Januar – Soldier Field   | 21. Januar – Soldier Field   |  |                          |                          |                          |  |  |            |            |            |
|  | 5                                   | Dallas                        | 20                            | 4                                | Seattle      | 24                         | 21. Januar – Soldier Field   | 21. Januar – Soldier Field   | 21. Januar – Soldier Field   |  |                          |                          |                          |  |  |            |            |            |
|  | 5                                   | Dallas                        | 20                            | 13. Januar – Louisiana Superdome |              |                            | 21. Januar – Soldier Field   | 21. Januar – Soldier Field   | 21. Januar – Soldier Field   |  |                          |                          |                          |  |  |            |            |            |
|  |                                     |                               |                               | 1                                | Chicago      | 39                         |                              |                              |                              |  |                          |                          |                          |  |  |            |            |            |
|  | NFC                                 |                               |                               | 1                                | Chicago      | 39                         |                              |                              |                              |  |                          |                          |                          |  |  |            |            |            |
|  |                                     | 2                             | New Orleans                   | 14                               |              |                            |                              |                              |                              |  |                          |                          |                          |  |  |            |            |            |
|  | 7. Januar – Lincoln Financial Field | 2                             | New Orleans                   | 14                               |              |                            |                              |                              |                              |  |                          |                          |                          |  |  |            |            |            |
|  | NFC Championship                    |                               |                               |                                  |              |                            |                              |                              |                              |  |                          |                          |                          |  |  |            |            |            |
|  | 2                                   | New Orleans                   | 27                            |                                  |              |                            |                              |                              |                              |  |                          |                          |                          |  |  |            |            |            |
|  | 2                                   | New Orleans                   | 27                            | 3                                | Philadelphia | 23                         | 4. Februar – Dolphin Stadium | 4. Februar – Dolphin Stadium | 4. Februar – Dolphin Stadium |  |                          |                          |                          |  |  |            |            |            |
|  | 3                                   | Philadelphia                  | 24                            | 3                                | Philadelphia | 23                         | 4. Februar – Dolphin Stadium | 4. Februar – Dolphin Stadium | 4. Februar – Dolphin Stadium |  |                          |                          |                          |  |  |            |            |            |
|  | 3                                   | Philadelphia                  | 24                            | 6                                | N.Y. Giants  | 20                         | 4. Februar – Dolphin Stadium | 4. Februar – Dolphin Stadium | 4. Februar – Dolphin Stadium |  |                          |                          |                          |  |  |            |            |            |
|  | 13. Januar – M&T Bank Stadium       |                               |                               | 6                                | N.Y. Giants  | 20                         | 4. Februar – Dolphin Stadium | 4. Februar – Dolphin Stadium | 4. Februar – Dolphin Stadium |  |                          |                          |                          |  |  |            |            |            |
|  | 6. Januar – RCA Dome                | 6. Januar – RCA Dome          | 6. Januar – RCA Dome          | N1                               | Chicago      | 17                         |                              |                              |                              |  |                          |                          |                          |  |  |            |            |            |
|  | 6. Januar – RCA Dome                | 6. Januar – RCA Dome          | 6. Januar – RCA Dome          | N1                               | Chicago      | 17                         |                              |                              |                              |  |                          |                          |                          |  |  |            |            |            |
|  | 6. Januar – RCA Dome                | 6. Januar – RCA Dome          | 6. Januar – RCA Dome          |                                  | A3           | Indianapolis               | 29                           |                              |                              |  |                          |                          |                          |  |  |            |            |            |
|  | 6. Januar – RCA Dome                | 6. Januar – RCA Dome          | 6. Januar – RCA Dome          |                                  | A3           | Indianapolis               | 29                           |                              |                              |  |                          |                          |                          |  |  |            |            |            |
|  | 6. Januar – RCA Dome                | 6. Januar – RCA Dome          | 6. Januar – RCA Dome          | Super Bowl XLI                   |              |                            |                              |                              |                              |  |                          |                          |                          |  |  |            |            |            |
|  | 6. Januar – RCA Dome                | 6. Januar – RCA Dome          | 6. Januar – RCA Dome          | 2                                | Baltimore    | 6                          |                              |                              |                              |  |                          |                          |                          |  |  |            |            |            |
|  | 3                                   | Indianapolis                  | 23                            | 2                                | Baltimore    | 6                          | 21. Januar – RCA Dome        | 21. Januar – RCA Dome        | 21. Januar – RCA Dome        |  |                          |                          |                          |  |  |            |            |            |
|  | 3                                   | Indianapolis                  | 23                            | 3                                | Indianapolis | 15                         | 21. Januar – RCA Dome        | 21. Januar – RCA Dome        | 21. Januar – RCA Dome        |  |                          |                          |                          |  |  |            |            |            |
|  | 6                                   | Kansas City                   | 8                             | 3                                | Indianapolis | 15                         | 21. Januar – RCA Dome        | 21. Januar – RCA Dome        | 21. Januar – RCA Dome        |  |                          |                          |                          |  |  |            |            |            |
|  | 6                                   | Kansas City                   | 8                             | 14. Januar – Qualcomm Stadium    |              |                            | 21. Januar – RCA Dome        | 21. Januar – RCA Dome        | 21. Januar – RCA Dome        |  |                          |                          |                          |  |  |            |            |            |
|  |                                     |                               |                               | 3                                | Indianapolis | 38                         |                              |                              |                              |  |                          |                          |                          |  |  |            |            |            |
|  | AFC                                 |                               |                               | 3                                | Indianapolis | 38                         |                              |                              |                              |  |                          |                          |                          |  |  |            |            |            |
|  |                                     | 4                             | New England                   | 34                               |              |                            |                              |                              |                              |  |                          |                          |                          |  |  |            |            |            |
|  | 7. Januar – Gillette Stadium        | 4                             | New England                   | 34                               |              |                            |                              |                              |                              |  |                          |                          |                          |  |  |            |            |            |
|  | AFC Championship                    |                               |                               |                                  |              |                            |                              |                              |                              |  |                          |                          |                          |  |  |            |            |            |
|  | 1                                   | San Diego                     | 21                            |                                  |              |                            |                              |                              |                              |  |                          |                          |                          |  |  |            |            |            |
|  | 1                                   | San Diego                     | 21                            | 4                                | New England  | 37                         |                              |                              |                              |  |                          |                          |                          |  |  |            |            |            |
|  | 4                                   | New England                   | 24                            | 4                                | New England  | 37                         |                              |                              |                              |  |                          |                          |                          |  |  |            |            |            |
|  | 4                                   | New England                   | 24                            | 5                                | N.Y. Jets    | 16                         |                              |                              |                              |  |                          |                          |                          |  |  |            |            |            |
|  |                                     |                               |                               | 5                                | N.Y. Jets    | 16                         |                              |                              |                              |  |                          |                          |                          |  |  |            |            |            |

* Sieg in der Verlängerung erreicht
Die Mannschaft mit der niedrigeren Setznummer hat Heimrecht und wird hier als erste genannt, im Gegensatz zur Praxis in den USA, wo die Gastmannschaft zuerst genannt wird.

## Super Bowl XLI
Siehe auch Hauptartikel: Super Bowl XLI
Der 41. Super Bowl fand am 4. Februar 2007 im Dolphin Stadium in Miami, Florida statt. Im Finale trafen die Indianapolis Colts auf die Chicago Bears.

## Auszeichnungen
| Most Valuable Player          | LaDainian Tomlinson, Runningback, San Diego Chargers                                             |
| Coach of the Year             | Sean Payton, New Orleans Saints                                                                  |
| Offensive Player of the Year  | LaDainian Tomlinson, Runningback, San Diego Chargers                                             |
| Defensive Player of the Year  | Jason Taylor, Defensive End, Miami Dolphins                                                      |
| Offensive Rookie of the Year  | Vince Young, Quarterback, Tennessee Titans                                                       |
| Defensive Rookie of the Year  | DeMeco Ryans, Linebacker, Houston Texans                                                         |
| Comeback Player of the Year   | Chad Pennington, Quarterback, New York Jets                                                      |
| Walter Payton Man of the Year | LaDainian Tomlinson, Runningback, San Diego Chargers Drew Brees, Quarterback, New Orleans Saints |